# Gus G.
Gus G., pseudonimo di Kostas Karamitroudis (Κώστας Καραμητρούδης; Salonicco, 12 settembre 1980), è un chitarrista heavy metal greco noto per essere membro fondatore della band Firewind.

## Biografia
A 18 anni lascia la Grecia per iscriversi alla Berklee College of Music, ma se ne andò dopo appena alcune settimane e cominciò a lavorare per farsi un nome nella scena heavy metal. Durante il breve periodo trascorso alla Berklee, Gus venne in contatto con Joe Stump, che considera una grande influenza per la sua carriera.
Nel luglio 2005, rimpiazza temporaneamente Christopher Amott come chitarrista del gruppo musicale melodic death metal Arch Enemy durante i loro concerti all'Ozzfest e collabora dell'album Doomsday Machine.
È apparso come ospite anche in altre occasioni, come suonare negli assoli di Felonies of the Christian Art e Life Deprived degli Old Man's Child, dall'album In Defiance of Existence, e nell'album Gallows Gallery dei giapponesi Sigh.
Il nome "Gus G." ha due origini: Gus è una traduzione in inglese americano di "Kostas", e "G" era un soprannome datogli da un amico durante il suo soggiorno negli Stati Uniti.
Gus G. è arrivato terzo alla classifica dei migliori tre chitarristi nel mondo del 2003 indetta dalla rivista giapponese BURRN!.
Nel 2009 sostituisce Zakk Wylde nella band di Ozzy Osbourne e debutta ufficialmente al BlizzCon, tenutosi ad agosto, esperienza che il chitarrista definisce qualcosa di davvero incredibile. Per ammissione dello stesso Wylde Gus G. è dannatamente bravo (Gus is fucking awesome). Con lui alla chitarra, Ozzy ha inciso l'album Scream, che è uscito nel giugno del 2010.
Gus è comparso in una traccia di Poetry for the Poisoned dei Kamelot, uscito nel 2010 e ha suonato l'assolo in due canzoni dell'album In Defiance of Existence degli Old Man's Child (canzoni Fellonies of the Christain Art e Life Deprived).

## Discografia
Ozzy Osbourne 
- 2010 - Scream

 Firewind 
- 1998 - Nocturnal Symphony (Demo)
- 2002 - Between Heaven and Hell
- 2003 - Burning Earth
- 2005 - Forged by Fire
- 2006 - Allegiance
- 2008 - The Premonition
- 2008 - Live Premonition (Live)
- 2010 - Days of Defiance
- 2012 - Few Against Many
- 2013 - Apotheosis - Live (Live)

 Dream Evil 
- 2002 - Dragonslayer
- 2003 - Evilized
- 2003 - Children of the Night (EP)
- 2004 - The First Chapter (EP)
- 2004 - The Book of Heavy Metal
- 2006 - United (Ospite in My Number One)

 Mystic Prophecy 
- 2001 - Vengeance
- 2003 - Regressus
- 2004 - Never-Ending

 Nightrage 
- 2001 - Demo
- 2002 - Demo 2
- 2002 - Demo 3
- 2003 - Sweet Vengeance
- 2005 - Descent Into Chaos
- 2009 - Wearing a Martyr's Crown (Assolo su Sting of Remorse)

 Solista 
- 2001 - Guitar Master (Diginet Music)
- 2014 - I Am The Fire
- 2015 - Brand New Revolution
- 2018 - Fearless
- 2021 - Quantum Leap

 Collaborazioni 
- 2004 - Joacim Cans - Beyond the Gates (Assolo in Beyond the Gates)
- 2005 - Arch Enemy - Doomsday Machine